# Остружниця
Остружниця (словац. Ostrožnica) — колишнє село в Словаччині, на території теперішнього Снинського округу Пряшівського краю евакуйоване у 1980 році, зникле у 1986 році в результаті будови водосховища Старина у 1981-1988 роках. 
Село було розташоване на північ від теперішнього водосховища в Буківських горах, у Руській улоговині (словац. Ruská kotlina) в долині річки Стружниця недалеко кордону з Польщею. Рештки колишнього села знаходяться на території Національного парку Полонини. Кадастр села адмвністративно належить до кадастра села Стащин.
Із села залишився сільський цвинтар та військовий цвинтар з Першої світової війни. 
В селі була церква з 1821 року, з якої походила цінна рукописна збірка «Остружницьке євангеліє» з 1492 року.

## Історія
Уперше згадується у 1585 році.